# Route nationale 465 (Italie)
Pour les articles homonymes, voir Route nationale 465.
La route nationale 465 (SS 465, Strada statale 465 della Forcella Lavardet e di Valle San Canciano) est une route nationale d'Italie, située dans les régions de Vénétie (province de Belluno) et de Frioul-Vénétie Julienne (province d'Udine), elle relie Campolongo (Santo Stefano di Cadore) à la SS 52 bis (près de Sutrio) sur une longueur de 49,800 km,.